# Librairie Droz
Librairie Droz – szwajcarskie wydawnictwo.
Oficyna została założona w Paryżu przez Eugénie Droz w 1924 (obecnie kieruje nią Max Engammare, a siedziba mieści się w Genewie). Jest wydawcą tekstów naukowych, ściśle współpracując z uniwersytetami i instytutami badawczymi na terenie Szwajcarii, Francji, Belgii, Włoch, Stanów Zjednoczonych i innych krajów. Publikuje w różnych dziedzinach, w tym literaturę francuską, historię literatury, teorię polityki, socjologię, prawo, filologię i językoznawstwo. Publikacje dotyczą średniowiecza, renesansu, okresu reformacji i wczesnej historii nowożytnej Europy. Częściowo dotyczą również starożytności i współczesności.